# Amoikon Ettien
Amoikon Ettien ist ein ivorischer Politiker. Während der Regierungskrise 2010/2011 war er vom 5. Dezember 2010 bis 11. April 2011 Minister für Informations- und Kommunikationstechnologien in der Regierung Aké N’Gbo.
Ettien war als Mitglied der Regierung Aké N'Gbo ab 11. Januar 2011 von Sanktionen der Europäischen Union betroffen. So durfte er nicht in die EU einreisen und seine Gelder wurden eingefroren.